# スタイルキャスト
スタイルキャストは、スカパー!プレミアムサービスにおいて放送を行っている衛星一般放送事業者・プロデュース・オン・デマンド株式会社のブランドである。

## 概要
1996年、注文住宅メーカーのグランベルハウス株式会社と、株式会社ディーエムシー企画（現・スカパーJSAT）の初代社長を務めた吉元禮一（商号変更後の日本サテライトシステムズ会長も兼務していた）の合弁会社として設立し、1997年1月からパーフェクTV!（現・スカパー!プレミアムサービス）において、2つの無料チャンネルの放送を開始した（設立当時の資本金は6,000万円で、うち3,000万円をグランベルハウスが、残り3,000万円を吉元と日商岩井出身者が出資）。しかし、1997年4月にグランベルハウスの事業不振に伴い、吉元がグランベルハウスの持株分である50%を引き取って社名をベターライフテレビ株式会社に変更した。1997年7月30日に資本金を2,000万円払い込み、合計8,000万円に増資した（うち90%を吉元が出資）。
2000年9月、楽天がベターライフテレビを買収、子会社化した。その楽天も2008年6月2日、楽天イーグルスTVの生配信技術協力で参加していたプロデュース・オン・デマンド社に楽天ティービーを売却。

## 沿革
- 1996年4月 - グランベルテレビ放送株式会社設立。
- 1997年4月 - ベターライフテレビ株式会社に社名変更。
- 2000年9月 - 楽天がベターライフテレビを買収（買収金額5億円）、楽天ティービー株式会社に社名変更。
- 2008年6月2日 - 楽天がプロデュース・オン・デマンドに楽天ティービーを売却。スタイルキャスト株式会社に社名変更。
- 2011年12月1日 - プロデュース・オン・デマンドを吸収合併し、プロデュース・オン・デマンド株式会社に社名変更。
- 2016年12月1日 - スカパー!プレミアムサービスの衛星一般放送事業者が、スカパー・ブロードキャスティングからスカパー・エンターテイメントに変更。
- 2023年8月7日 - ひかりTVへの配信を開始予定[1]。

## 放送チャンネル

### Ch.529「ベターライフチャンネル」
主な番組
- オートレース中継
- 新風うちなぁ琉
- 宗教番組
  - 生命之光
  - 精神文化の時間（真如苑・立正佼成会など）
  - 天理教の時間
  - ハーベストタイム

など
チャンネル名は直訳すると「良い生活放送」となる。

### Ch.528「セレクトショッピング Ch.528」
テレビショッピング番組専門のチャンネル。1日数回の「ショップ・マニフィカ（旧・住商ホームショッピング）」の他は、他局でも放送されているテレビショッピング番組が放送されている（帯域を共用している、Ch.394 SPEEDチャンネル5の放送を行う時間帯(10:30〜17:00)は、セレクトショッピング Ch.217の放送を休止する）。
2008年5月1日にチャンネル名称を「楽天ショッピングチャンネル」から変更した。
2009年9月1日から平日の20:00から21:30、土曜日は22:00までの1時間半から2時間の枠で日本文化チャンネル桜制作の番組を放送を開始（2017年11月30日をもって終了している）。

## 楽天ティービー以前の制作実績
開局当初から競輪中継を行っており、西宮競輪と甲子園競輪の中継は、両競輪が廃止された2002年3月まで続いた。
楽天ティービーとなって以降は、クリネックススタジアム宮城で開催される東北楽天ゴールデンイーグルスのホームゲームの中継映像をハイビジョン制作しており、地上波（東北放送・ミヤギテレビ・東日本放送・仙台放送・NHK総合テレビ）・衛星放送（スカイ・A sports+、NHK BS1）各局と、インターネットテレビ「Yahoo!動画」（2007年シーズンから、映像はスカイ・A sports+で放送されている映像を使用）へ映像の配信（2006年にはサンテレビにも交流戦1試合の映像を配信）を行っていたほか、インターネットテレビ「楽天イーグルスTV」を運営していた（現在は楽天本体運営）。
2008年度からは、楽天イーグルス・楽天野球団が制作著作を持ち、クロステレビビジョン（2007年までは映像制作技術協力）・東京ケーブルプロダクション（2008年から）の制作協力を得て試合映像の制作を行っている。
2007年4月24日にフルスタ宮城で開催された、読売ジャイアンツ対横浜ベイスターズ戦では、日本テレビがCS放送の日テレG+向けに中継したが（地上波はテレビ朝日が中継）、この時は楽天ティービーの制作映像が使われた（その他、スピードガンのテロップがスカイ・A sports+の中継と同じものだった）。
また、Ch.217が楽天ショッピングチャンネルだった時代、楽天市場で出店している店舗の商品を紹介し販売する、「楽天市場TVショッピング」や2007年までフルキャストスタジアム宮城で開催される楽天イーグルスのホームゲーム開催日には、関連番組（「直前!楽天イーグルス」と「激闘!楽天イーグルス」）を放送していた（楽天イーグルスTVとサイマル放送。一部放送しないカードあり）。